# Plasma (novela)
Plasma es una novela de la escritora, filósofa, artista visual y traductora chilena Guadalupe Santa Cruz, publicada en el año 2005. Obra que la hizo merecedora de dos importantes premios literarios chilenos: el Premio Consejo Nacional del libro y Lectura a las mejores obras literarias de autores nacionales (obras inéditas) y el Premio Atenea.
Plasma es una de las obras que representan la particular narrativa de la autora, la cual se destaca por su carácter indagatorio en el recorrido del deseo y su exploración de la corporeidad vulnerable. En cada novela, la autora representa su flujo anímico con una estrategia y peculiaridad mediante el sentido del lenguaje y el lenguaje de la significación.
Guadalupe Santa Cruz narra la historia de Bruno, a quien se le otorga la tarea de investigar a Rita, la cual se sospechosa por tráfico de estupefacientes. A medida que la investigación avanza, Bruno se transforma con ella. Plasma se caracteriza por ser un relato geográfico y visual, en el que las descripciones de paisajes y territorios llevan al lector a sumergirse dentro de la historia. 

## Argumento

### Primer capítulo: "La cordillera de Fajes"
La historia inicia cuando al investigador  Bruno, se le hace entrega de un dossier. Un recopilado de papeles que los describe como “inmundos y de tintas corridas”, y lo más importante, notas. Notas escritas por Rita Rubilar, la mujer la cual se le asigna a investigar por tráfico de estupefacientes. La Oficina le facilita una avioneta para dirigirse a Fajes, lugar donde se encuentra Rita. Bruno estudia el terreno desde la perspectiva que le da las alturas. 
Luego de su llegada a Fajes, Bruno toma un colectivo donde en su camino percibe una línea de tren que separa a Fajes en dos (alto y bajo) y  por las fotos que contenía el dossier reconoce  la Fabrica, el lugar que usa Rita como coartada. Le es difícil para Bruno  dar con el paradero de Rita, y el afán de encontrarla lo lleva a la Fabrica, que es donde se desarrolla la rutina de Rita. Luego de perderle el paso entre una edificación, vuelve a la Fabrica y la ve subir por un ascensor e ingiere un fármaco, acción que coincide con un escrito del dossier.
Bruno espera a la próxima salida de Rita, instalándose en una fuente de soda en frente de la fábrica llamada “El Pájaro Azul”, Bruno encuentra curioso la presencia de tantas moscas, lo que delata los gallineros clandestinos. Cancela su cuenta y pide un sándwich para llevar, pero cuando divisa a Rita en la entrada de “El Pájaro Azul” para almorzar comienza a dar lentos mordiscos al pan que planeaba dejar para más tarde con la intención de vigilar y se percata que deja en la fuente de soda un nuevo escrito.

Cenizas amarilla, la cordillera. Escaleras diagonales de desigual escalón, camino a los abismos. Senderos que no lo son, se inician y terminan como tallados por el uso, por el tráfico sin senda, de peñasco en peñasco. (p.12)
Guadalupe Santa Cruz

### Segundo capítulo: "La cordillera de Caica"
Bruno indaga en todo momento a Rita y Efraín hasta que llegan al pueblo de Cuyo. El pueblo se encontraba de fiesta y, mientras las personas del pueblo ayudan en los preparativos, Bruno se aloja en la misma posada donde se encontraban Rita y Efraín hospedando para no perder el rastro. Se escuchan rumores en el pueblo de Cuyo, que alertaban acerca de la escasez de agua. Solo se hablaba de la minera y los problemas de agua, de los cortes de aguas que ocurren en Cuyo para abastecer a la minera. Bruno se va del pueblo siguiendo el paso de Rita y Efraín. Rita va estudiando el terreno mientras llegan a la cordillera. Más adelante, llegan a un cañón pero Bruno se encontraba fatigado y sediento. Rita y Efraín levantaron a Bruno, quien no podía hacerlo por sí solo, y llega a lo que se describe como un desierto verde.

Se escuchan los tambores de una banda, el corazon es jalado por los golpes en el cuero, el corazón abre el oído, asoma su turbada curiosidad a los sones, no sabe si soltar la fiebre, si desgajar la piel hacia la otra piel que se amontona en la calle, en el cielo abocanado que empuja y arrastra a la calle. (p.55)
Guadalupe Santa Cruz

### Tercer capítulo: "La cordillera de Quispe"
Bruno reflexiona sobre la escasez de agua, pues se encontraban en una zona árida. Por las noches los hombres de Mejel visten de mujer, con vestidos escotados y maquillaje, y Bruno experimenta nuevas sensaciones con Rita, ambos viven una efímera, pero apasionada aventura. Rita sigue escribiendo y Bruno, aún con todo el tiempo que ha convivido con ella, sigue sin poder comprenderla. Estos se marcharon del lugar, dirigiéndose, ahora, a la costa, mientras que Bruno se preguntaba hacia dónde se dirigen en realidad. Este experimenta el odio y los celos por parte de Efraín, aunque Rita lo ha escogido a él. Bruno, a pesar de su desilusión, a la noche siguiente conoce a una cantante no vidente de cabellos rubios. Esta mujer llama tanto su atención, que terminan en un encuentro en su cuarto, mismo que compartía con Rita y su compañero, Efraín. Bruno ha perdido la noción y da cuenta que ha enfermado. Se hace notar la cara lampiña debido a la falta de afeitada, se ha descuidado del mismo. Se sienta al pie del acantilado, observando detenidamente cada detalle del paisaje, sin embargo no es capaz de mantenerse con sus propias fuerzas.

¿Hacia dónde marchábamos y por qué? Ibamos tristes por esas arenas negras. Habíamos cruzado los cementerios abandonados en las playas, escalado unos roqueríos leprosos, evitando las piedras y los picachos con forma de animal que aúlla. (p.90)
Guadalupe Santa Cruz

### Cuarto capítulo: "La cordillera de la Sal"
Bruno reflexiona sobre su soledad, sus malas decisiones. Molesto, recuerda que Rita y Efraín se aman y conversan como si él no existiera. Estos han llevado a Bruno, montaña adentro, creen que el mar lo ha enfermado. Entre dunas y caminos, Bruno se agobia, siente extrañeza, su mente viaja por los caminos, sus recuerdos. Su cuerpo se desvanece y está cada vez más grave. Trasladándose de camión en camión, Rita y Efraín, llegan a  Fajes. Braulio los espera en la terminal, junto a una delegación de peritos judiciales en Siago. Esta distingue entre la muchedumbre a Dominga, luego dos hombres le ponen las esposas y es empujada a un furgón.

No alcancé a coger la sombra fugitiva con la cual se alargaban las palabras en este nuevo mundo porque se precipitó de golpe la vida. (p.117)
Guadalupe Santa Cruz

### Quinto capítulo: "La cordillera de Bernal Bello"
Ingresa un vehículo donde Rita con otros acompañantes ingresan a Siago. Le tapan los ojos y comienzan a interrogarla, pero se niega a cooperar por lo que es golpeada hasta perder el conocimiento. Rita se despierta entre reas. Carcajadas y comida son compartidas en la celda, las reas recostadas en literas, hablan del porqué estaban ahí. Rita lleva un tiempo encarcelada. Hasta que llega el día donde debe declarar. El portador de la citación le indica que se ha terminado la diligencia y que los abogados están listos para iniciar el procedimiento. La incitan a declarar, pero esta se niega nuevamente. Rita se encuentra en la corte de Fajes a la espera de su juicio y han citado a muchos testigos para que testifiquen en contra de ella. A Rita se le da su sentencia. Más tarde, Rita se encuentra con las demás reas.

A fuerza de machacar, a golpe de preguntas, se me separan las palabras que recibo, se hacen herramientas de tormento que alejó para evitar el dolor, solo escucho la carcaza de su ruido que transforma las perlas en barbitúricos, en estupefacientes, en psicotrópicos. Sube el voltaje de las palabras. Las palabras cuelgan boca ultraje. Las palabras son ahogadas por inmersión, asfixiadas en una bolsa plástica las palabras, aturdidas, sin aliento. (p.122)
Guadalupe Santa Cruz

## Recepción crítica
Francisca García, docente de la Universidad de Playa Ancha, cataloga la novela de Santa Cruz como inédita debido al premio otorgado por del Consejo del Libro.

Plasma indudablemente hace un guiño a la problemática identitaria de lo chileno, a las culturas simultáneas que coexisten en esta geografía política, sin obviar ni dejar de legitimar cada una de sus manifestaciones. Plasma, que en su etimología es formación, es linfa, plataforma, sangre, habla de ese estado inicial donde todo se confunde y donde uno somos todos, donde la correspondencia no habla de segregación, sino de conciliación hacia una diversidad que se despliega. Rita, al igual que cosmovisiones de culturas originarias, trabaja con plasma en la Fábrica. Rita manosea esa sabiduría
Francisca García

Javier Edwards Renard, abogado y crítico literario aplaude la obra de Santa Cruz, alabando su calidad y catalogándola de “primer nivel” en la Revista de Libros de El Mercurio .

Santa Cruz ha escrito una novela breve y de primer nivel en la que la geografía del desierto, la pasión de los personajes, la compleja trama de la vida se plasma - aunque no sea de ello de donde deriva el título del libro- en un relato de un lirismo exigente que, en todo momento, pulsa la cuerda sensible del lector. Sería un gusto ver que en Chile también se lee esta otra literatura.
Javier Edwards Renard